# Lumpkin
Lumpkin is een plaats (city) in de Amerikaanse staat Georgia, en valt bestuurlijk gezien onder Stewart County.

## Demografie
Bij de volkstelling in 2000 werd het aantal inwoners vastgesteld op 1369.
In 2006 is het aantal inwoners door het United States Census Bureau geschat op 1239, een daling van 130 (-9,5%).

## Geografie
Volgens het United States Census Bureau beslaat de plaats een oppervlakte van
4,1 km², geheel bestaande uit land. Lumpkin ligt op ongeveer 145 m boven zeeniveau.

## Plaatsen in de nabije omgeving
De onderstaande figuur toont nabijgelegen plaatsen in een straal van 32 km rond Lumpkin.